# Lancia del Destino

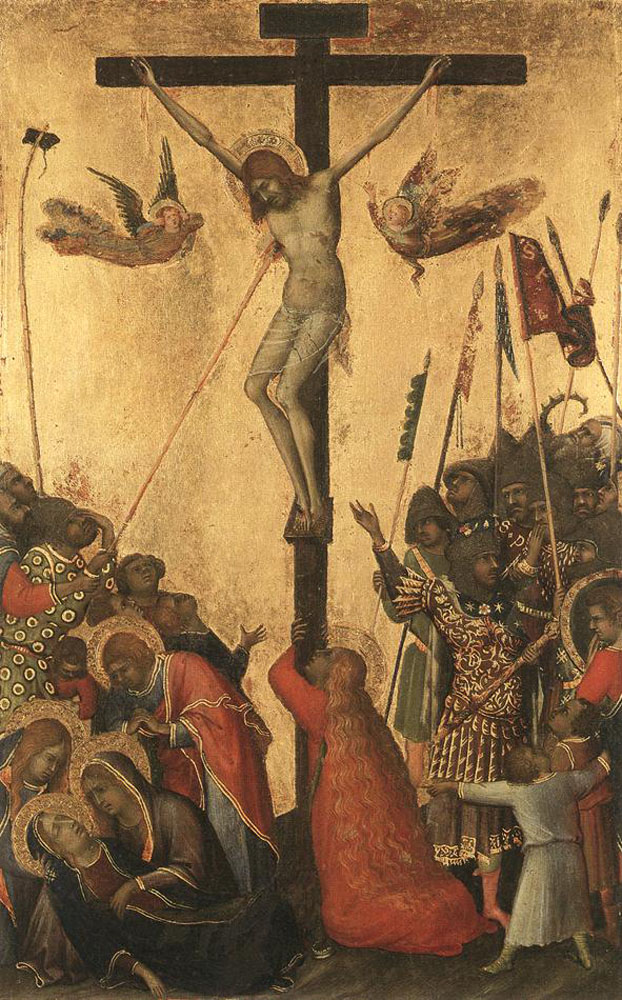
Simone Martini, Crocefissione.

Secondo la tradizione, la Lancia del Destino o Lancia di Longino (in latino Lancea Longini) è la lancia con cui Gesù fu trafitto al costato durante la crocifissione.
Viene talvolta anche indicata come Lancia sacra, espressione che però indica un'altra reliquia specifica, appartenente ai tesori del Sacro Romano Impero e la cui tradizione è in parte sovrapposta a quella della Lancia di Longino.

## Riferimenti alla lancia
Assente nei racconti dei vangeli sinottici, la lancia è menzionata solo nel Vangelo secondo Giovanni (19:31-37), in cui si racconta che, durante la crocefissione di Gesù, i soldati romani intendevano praticargli il crurifragium, la tipica rottura delle gambe del condannato che ne accelerava la morte; prima di procedere, si accorsero che Gesù era morto e che quindi il crurifragium era inutile, ma, per accertarsi che fosse deceduto, un soldato lo colpì con una lancia:
(Vangelo secondo Giovanni, 19, 33-34)
Il più antico riferimento alla conservazione della lancia come reliquia è presente nel racconto noto come Itinerarium Antonini (erroneamente attribuito al santo Antonino di Piacenza), in cui si descrivono i luoghi santi di Gerusalemme intorno al 570, e in particolare nella basilica del monte Sion «la corona di spine con la quale Nostro Signore fu incoronato e la lancia che lo colpì nel fianco». Secondo la Catholic Encyclopedia, la presenza della reliquia a Gerusalemme sarebbe stata attestata già mezzo secolo prima da Cassiodoro e sarebbe stata nota anche a Gregorio di Tours.
Nel 615 Gerusalemme fu conquistata dal sovrano sasanide Cosroe II; secondo il Chronicon paschale, la punta in ferro della lancia, che era stata spezzata, fu consegnata quello stesso anno a Niceta, che la portò a Costantinopoli e la depose in Hagia Sophia. Questa punta di lancia fu inserita in un'icona e, nel 1244, fu data dall'imperatore latino di Costantinopoli, Baldovino II, al re Luigi IX di Francia, che la collocò, assieme alla sua reliquia della corona di spine, nella Sainte-Chapelle di Parigi. Durante la rivoluzione francese le reliquie furono trasportate alla Biblioteca nazionale di Francia, per poi scomparire.

## Longino

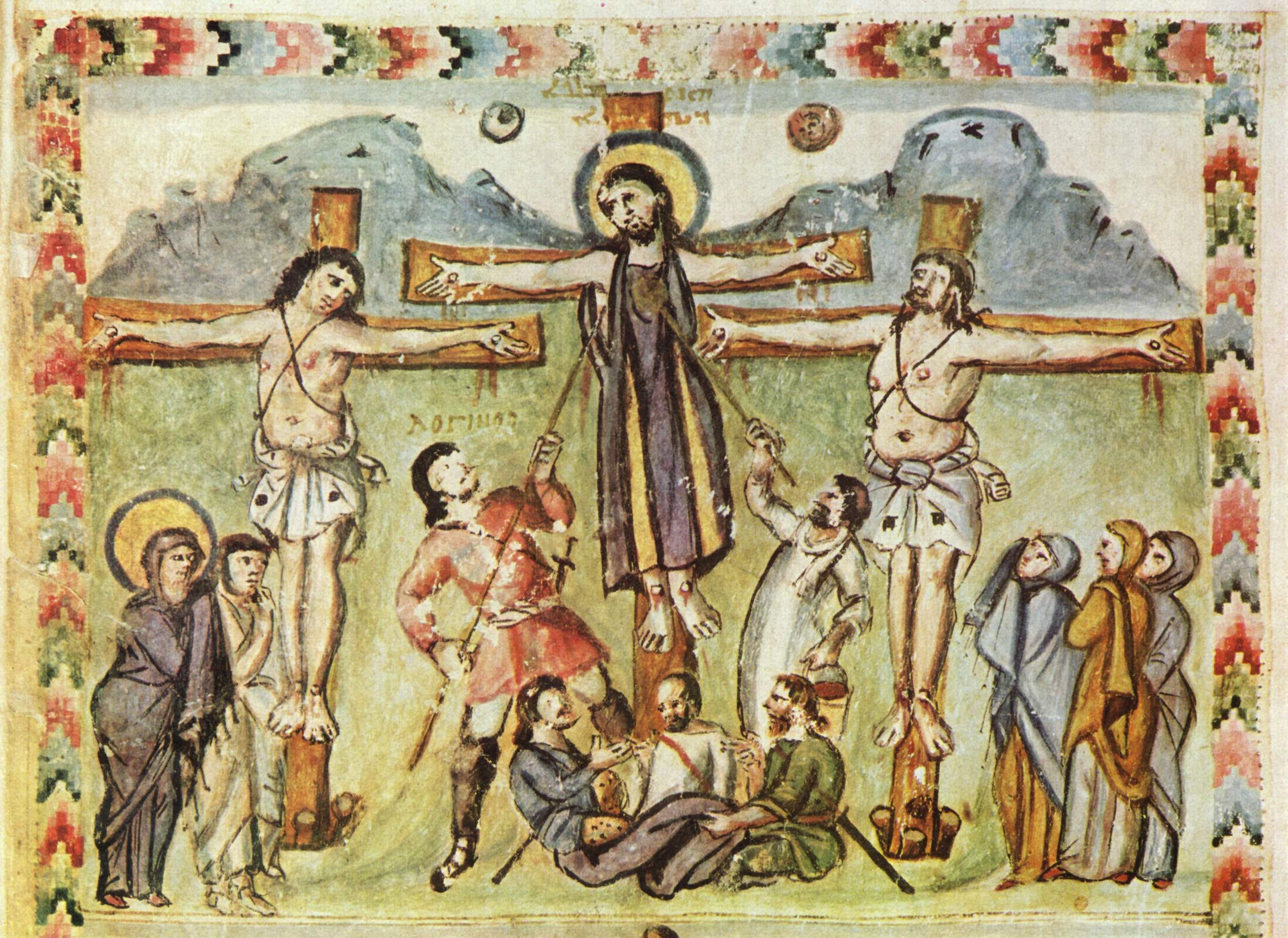
Miniatura della crocifissione, dei Vangeli Rabbula, in cui il soldato che colpisce Gesù è indicato come "Loghinos".

Il nome del soldato che colpì Gesù non è presente nel Vangelo secondo Giovanni; l'opera più antica a farne il nome, chiamandolo col nome di Longino, è il Vangelo di Nicodemo, copiata assieme ai manoscritti del tardo IV secolo degli Atti di Pilato. Il nome "Longinos" compare anche in una miniatura dei Vangeli Rabbula, un manoscritto conservato nella Biblioteca Medicea Laurenziana di Firenze e miniato da un certo Rabulas nel 586; nella miniatura, il nome ΛΟΓΙΝΟC (Loghinos) è scritto in caratteri greci sopra il soldato che colpisce Gesù.
Nel romanzo The Spear di Louis de Wohl (1955), il soldato è identificato con Gaio Cassio Longino.

## Le reliquie identificate con la Lancia
Nel medioevo, diverse reliquie vennero identificate con la Lancia appartenuta a Longino. Fra queste, le quattro più degne di nota furono:
- la Lancia sacra di Ottone I, simbolo del Sacro Romano Impero, custodita presso il complesso dell'Hofburg di Vienna, di cui una copia fatta realizzare da Ottone III si trova a Cracovia;
- la Lancia sacra di Antiochia, secondo la tradizione ritrovata durante la Prima crociata, e ora custodita nel museo della cattedrale di Echmiadzin, in Armenia;
- la Lancia sacra papale, donata a papa Innocenzo VIII dal sultano ottomano Bayezid II, custodita nella Basilica di San Pietro in Vaticano;
- la Lancia portata in Europa durante le Crociate da Luigi IX e conservata nella Sainte-Chapelle, poi andata persa durante la rivoluzione francese.

Inoltre a Mantova, nella cripta della basilica di Sant'Andrea, è custodita la reliquia del terreno irrorato dal sangue di Cristo, sgorgato dal costato trafitto dalla lancia di Longino.
Infine, in alcune versioni delle rispettive leggende, anche le mitiche spade di re Artù (Excalibur) e di Orlando (Durlindana) sarebbero state ricavate dalla Lancia del destino.

## Nella cultura di massa
La Lancia compare come un oggetto sacro o magico nelle seguenti opere:
- 1992 - Spear of Destiny, nel videogioco prequel di Wolfenstein 3D, il capitano Blazkowicz deve recuperare la lancia in mano ai nazisti
- 1995 - Neon Genesis Evangelion, dove la Lancia di Longino è un oggetto senziente affidato dalla Prima razza ancestrale ad Adam, il primo colonizzatore della Terra
- 2000 - Tomb Raider: Chronicles, Lara Croft recupera la Lancia del Destino, un artefatto dagli enormi poteri distruttivi, nel relitto di un sottomarino nazista
- 2001 - Final Fantasy X, nella traduzione italiana, la Longinus è l'arma finale di Kimahri Ronso
- 2004 - The Librarian - Alla ricerca della lancia perduta, dove rappresenta una fonte di enorme potere
- 2004 - Hellboy, dove viene mostrata come arma posseduta da Adolf Hitler
- 2005 - Constantine, dove viene usata dal mezzo angelo Gabriele per portare il figlio di Lucifero sulla Terra
- 2005 - Fullmetal Alchemist - Il conquistatore di Shamballa, dove viene usata per immobilizzare e successivamente poter trasportare il drago con la voce dell'homunculus Envy
- 2016 - Aleister & Adolf di Douglas Rushkoff, dove la lancia viene presentata come appartenente ad Adolf Hitler e fonte della sua invincibilità.
- 2016 - Legends of Tomorrow, nella seconda stagione
- 2023 - Indiana Jones e il quadrante del destino, dove compare all'inizio del film come manufatto mistico rubato dai nazisti e cercato da Hitler. Il protagonista cerca di recuperarlo su un treno in corsa, salvo poi rendersi conto che si tratta di una copia moderna.

Anche le seguenti serie la menzionano:
- Ha un'importanza fondamentale nella serie Britannia a partire dalla seconda stagione, poiché viene definita dai druidi "la lancia dell'alba d'argento", l'unica arma in grado di sconfiggere il demone Lokka.
- Nella serie televisiva Le terrificanti avventure di Sabrina su Netflix ci sono vari riferimenti alla lancia di Longino.

Il nome del comune di Lanciano, secondo alcune leggende di fantasia, deriverebbe dal fatto che San Longino sarebbe stato nativo della romana Anxanum; si crede inoltre che il simbolo della lancia coi gigli angioini dello stemma civico, derivi dal collegamento con la Lancia del Longino.